# Rungwa
Rungwa može značiti:
Tanzanija:
- Rungwa (kata), kata (adminstrativna jedinica nižeg reda)
- Rungwa (rijeka), rijeka

Rungwa može značiti: